# Гејспер
Гејспер је ЛГБТ симбол заснован на емоџију духа Андроида 5.0 (👻). То је модификација оригиналне иконе која користи позадину са бојама заставе дуге. У Шпанији је постао популаран у априлу 2019. након твита објављеног на званичном налогу популистичке десничарске партије Вокс, након чега је мноштво корисника који припадају ЛГБТ заједници почели да га користе као репрезентативни симбол себе. Икона је постала још један пример феномена реапропријације елемената анти-ЛГБТ дискурса у савременом друштву путем друштвених мрежа. 

## Настанак и популаризација
У Шпанији су 28. априла 2019. одржани општи избори. Истог дана, популистичка десничарска партија Вокс поделила је контроверзни твит у којем је позвала своје гласаче да гласају са поруком „Нека битка почне!“. Порука је пропраћена фотомонтажом Арагорна, протагонисте саге о Господару прстенова, у којој се појављује суочен са гомилом оркова, чије су фигуре модификована и замењене симболима супротним идеологији странке: феминистички симбол, срп и чекић, застава Друге шпанске републике и каталонске сењере за независност, неколико логотипа медијских кућа као што су El País или Cadena SER, симбол подигнуте песнице, симбол антифашистичког покрета и међу њима, модификована верзија емоџија духа (👻) верзије Андроид 5.0 са бојама ЛГБТ заставе.
Употреба симбола у твиту наишла је на почетну негативну реакцију ЛГБТ заједнице на Твитеру. Међутим, касније ће се користити за стварање мимова, и коначно као симбол колектива у феномену поновног присвајања. Икона је на крају постала позната као Гејспер, у портмантоу речи „геј“ и Каспер пријатељски дух; а потом се проширио у штампи и телевизији. То су поделиле и популарне личности шпанске медијске сцене као што су Микел Итуријага и Брејс Ефе, између осталих. Према анализи друштвеног утицаја Гејспера објављеној у фебруару 2021. године, икона је постала највећа тема на интернету у Шпанији на дан њеног објављивања.
Warner Bros. одговара на Воксов твит наводећи да компанија није овластила странку да користи своје слике заштићене ауторским правима.  1. маја 2019. представа иконе би се појавила у епизоди телевизијског програма Лате Мотив, у којој га је „интервјуисао“ Андреу Буенафуенте . Његов глас је представљао директор програма Боб Поп. 
21. маја 2019. посланици ПСОЕ (Шпанске социјалистичке радничке партије) Фелипе Сицилија и Арнау Рамирез присуствовали би седници парламента у Конгресу носећи мајицу са иконом. Различита роба са иконом постаје популарна наредних месеци, поводом обележавања Међународног дана поноса ЛГБТ особа. Исто тако, верзије изведене из симбола постале би популарне код других застава које припадају колективу, као што су трансродна или бисексуална застава.